# Ian Hacking
Ian Hacking, CC FRSC FBA (Vancuver, 18 de fevereiro de 1936 – Toronto, 10 de maio de 2023) foi um filósofo canadense especializado em filosofia da ciência.

## Biografia
Nascido em Vancuver, graduou-se na Universidade da Colúmbia Britânica (1956) e na University of Cambridge (1958), onde estudou no Trinity College. Hacking doutorou-se em Cambridge em 1962, sob a orientação de Casimir Lewy, um ex-aluno de G. E. Moore. Após lecionar por vários anos na Stanford University, foi para a University of Toronto em 1982. De 2000 a 2006 ocupou a Cátedra de Filosofia e História dos Conceitos Científicos do Collège de France. Aposentou-se em 2006, tornando-se professor honorário da cátedra e professor emérito da Universidade de Toronto.
Em 2002, Hacking recebeu Prêmio Killam para as Humanidades, a mais prestigiosa honraria do Canadá por realizações notáveis na carreira. Ele foi nomeado Companheiro da Ordem do Canadá (CC) em 2004. Hacking foi nomeado professor visitante na Universidade da Califórnia, Santa Cruz, nos invernos de 2008 e 2009. Em 25 de agosto de 2009, Hacking foi anunciado como vencedor do Prêmio Holberg, uma distinção norueguesa por trabalhos acadêmicos nas áreas das artes, humanidades, ciências sociais, direito e teologia.[18]
Em 2003, prelecionou a Palestra Memorial Sigmund H. Danziger Jr. em Humanidades, e em 2010 ministrou as Palestras René Descartes no Tilburg Center for Logic and Philosophy of Science (TiLPS). Hacking também apresentou as Palestras Howison na Universidade da Califórnia, Berkeley, sobre o tema de matemática e suas fontes no comportamento humano ('Prova, Verdade, Mãos e Mente') em 2010. Em 2012, Hacking recebeu a Condecoração Austríaca de Ciência e Arte, e em 2014 foi agraciado com o Prêmio Balzan.
Morreu no dia 10 de maio de 2023, aos 87 anos.

## Trabalho Filosófico
Influenciado por debates envolvendo Thomas Kuhn, Imre Lakatos, Paul Feyerabend e outros, Hacking é conhecido por adotar uma abordagem histórica à filosofia da ciência. A quarta edição (2010) do livro Against Method, de 1975, de Feyerabend, e a edição do 50º aniversário (2012) de A Estrutura das Revoluções Científicas, de Kuhn, incluem uma introdução de Hacking. Ele é às vezes descrito como membro da "Escola de Stanford" na filosofia da ciência, um grupo que inclui também John Dupré, Nancy Cartwright e Peter Galison. Hacking se identificava como um filósofo analítico de Cambridge. Ele foi um grande defensor do realismo sobre a ciência, chamado de "realismo de entidades". Essa forma de realismo incentiva uma postura realista em relação às respostas para as incógnitas científicas hipotetizadas por ciências maduras (do futuro), mas mantém um ceticismo em relação às teorias científicas atuais. Hacking também influenciou a atenção direcionada às práticas experimentais e mesmo às práticas de engenharia da ciência, e à sua relativa autonomia em relação à teoria. Por causa disso, Hacking levou o pensamento filosófico um passo além do giro inicial histórico, mas intensamente focado em teoria, de Kuhn e outros.
Após 1990, Hacking direcionou seu foco um tanto das ciências naturais para as ciências humanas, em parte sob a influência do trabalho de Michel Foucault. Foucault foi uma influência desde 1975, quando Hacking escreveu "Por Que a Linguagem Importa para a Filosofia?" e "O Surgimento da Probabilidade". Neste último livro, Hacking propôs que o cisma moderno entre a probabilidade subjetiva ou personalista e a interpretação de frequência de longo prazo emergiu na era moderna inicial como uma "ruptura" epistemológica envolvendo dois modelos incompatíveis de incerteza e chance. Como história, a ideia de uma ruptura acentuada foi criticada, mas interpretações 'frequentista' e 'subjetiva' concorrentes de probabilidade permanecem até hoje. A abordagem de Foucault aos sistemas de conhecimento e poder também se reflete no trabalho de Hacking sobre a mutabilidade histórica dos distúrbios psiquiátricos e papéis institucionais para o raciocínio estatístico no século XIX. Ele rotula sua abordagem às ciências humanas como  (também nominalismo dinâmico or realismo dialético), uma forma historicizada de nominalismo que traça as interações mútuas ao longo do tempo entre os fenômenos do mundo humano e nossas concepções e classificações deles.
Em Mad Travelers (1998), Hacking forneceu um relato histórico dos efeitos de uma condição médica conhecida como fuga psicogênica no final do século XIX. A fuga psicogênica, também conhecida como "Fuga dissociativa", é um tipo diagnosticável de insanidade em que homens europeus caminhavam em transe por centenas de milhas sem conhecimento de suas identidades.

## Obras

### Livros traduzidos para o português
- Por que a linguagem interessa à filosofia?. São Paulo, Ed. Unesp, 2006. 201p. (B)[15]
- Ontologia histórica. Rio Grande do Sul, Ed. UNISINOS, 2009. 308p. (B)[16]
- Representar e Intervir. Tópicos Introdutórios de Filosofia da Ciência Natural. Rio de Janeiro, EdUERJ, 2012. 406p. (B)[17]

### Livros
- The Logic of Statistical Inference (1965)[18]
- A Concise Introduction to Logic (1972) ISBN 039431008X
- The Emergence of Probability (1975)[19]
- Why Does Language Matter to Philosophy? (1975)[20]
- Scientific Revolutions (1981) ISBN 019875051X
- Representing and Intervening, Introductory Topics in the Philosophy of Natural Science, Cambridge University Press, Cambridge, UK, 1983.[21][22]
- The Taming of Chance (1990)[23]
- Rewriting the Soul: Multiple Personality and the Sciences of Memory (1995)[24][25]
- Mad Travelers: Reflections on the Reality of Transient Mental Illnesses (1998)[26]
- The Social Construction of What? (1999)[27]
- An Introduction to Probability and Inductive Logic (2001)[28]
- Historical Ontology (2002) ISBN 9780674016071
- Why Is There Philosophy of Mathematics at All? (2014) ISBN 9781107050174

### Capítulos de livros
- Hacking, Ian (1992), «The self-vindication of the laboratory sciences», in:  Pickering, Andrew, Science as practice and culture, ISBN 978-0-226-66801-7, Chicago: University of Chicago Press, pp. 29–64.
- Hacking, Ian (1996), «Causal Cognition: A Multidisciplinary Debate», in:  Sperber, Dan; Premack, David; Premack, Ann James, The Looping Effects of Human Kinds, ISBN 9780191689093, Oxford University Press, pp. 351–394

### Artigos
- Hacking, Ian (1967). «Slightly More Realistic Personal Probability». Philosophy of Science. 34 (4): 311–325. doi:10.1086/288169
- Hacking, Ian (1979). «What is Logic?». Journal of Philosophy. 76 (6): 285-319. doi:10.2307/2025471
- Hacking, Ian (1988). «Telepathy: Origins of Randomization in Experimental Design». Isis. 79 (3): 427–451. doi:10.1086/354775
- Hacking, Ian (2005). «Truthfulness». Common Knowledge. 11: 160–172. doi:10.1215/0961754X-11-1-160
- Hacking, Ian (2006). «Genetics, biosocial groups & the future of identity». Daedalus. 135 (4): 81–95. doi:10.1162/daed.2006.135.4.81
- 2007: "Root and Branch: A Canadian philosopher surveys some of the livelier flashpoints in America's battle over evolution". Arquivado em 2016-03-04 no Wayback Machine, The Nation
- Hacking, Ian (2007). «Putnam's Theory of Natural Kinds and Their Names is Not the Same as Kripke's». Principia: An International Journal of Epistemology. 11 (1): 1–24. ISSN 1808-1711

## Prêmios e distinções honorárias
- Membro da Fellow of the Royal Society of Canada (1986).[29]

- Membro do Instituto de Estudos Avançados de Princeton entre 1986 e 1987)[30]

- Pesquisador Izaak Walton Killam (1986-1988)[31]

- Palestrou nas Palestras Tarner no Trinity College, Cambridge entre 1988 e 1991.[32]

- Bolsista do John Simon Guggenheim Memorial entre 1990 e 1991.[33]

- Eleito para Academia de Artes e Ciências dos Estados Unidos em 1991.[34]

- Eleito Membro Correspondente da Academia Britânica em 1995.[35]

- Ganhador do Prêmio Pierre Janet (pelo livro Rewriting the Soul) em 1996[36]

- Membro honorário do Trinity College, Cambridge desde 2000.[37]

- Laureado Doutor Honoris causa em Direito pela Universidade da Colúmbia Britânica em 2001[38]

- Killam Prize for the Humanities (2002)[39]

- Companheiro da Ordem do Canadá desde 2004.[40]

- Medalha de Ouro do Social Sciences and Humanities Research Council (CRSH) do Canada em 2008.[41]

- Laureado com o Prêmio Comemorativo Internacional Holberg em 2009.[42]

## Obras relacionadas
- Martínez Rodríguez, María Laura (2021) Texture in the Work of Ian Hacking. Springer International Publishing. ISBN: 978-3-030-64785-8
- Sciortino, Luca (2023) History of Rationalities: Ways of Thinking from Vico to Hacking and Beyond Springer - Palgrave McMillan ISBN: 978-3-031-24003-4